# Лютнист (картина Караваджо)
«Лютнист» — одна из ранних картин Караваджо. Сам художник считал «Лютниста» наиболее удавшимся ему произведением.
Картина существует в трёх версиях, ныне хранящихся в Эрмитаже (инв. № ГЭ 45), Метрополитен-музее (из коллекции Д. Вильденштайна, в музее на временном хранении) и в английской усадьбе Бадминтон-хаус. Из них до недавнего времени общепризнанным было авторство только эрмитажного полотна; сейчас первой авторской версией сюжета считается полотно из Нью-Йорка, картина из Бадминтон-хаус, по мнению исследователей, — копия с эрмитажного.
Существует мнение, что «Лютнист» — это парная картина к «Концерту» («Музицирующие мальчики») Караваджо (Метрополитен-музей, Нью-Йорк). Вероятно, это первое произведение, где художник использовал свою знаменитую контрастную светотеневую моделировку.

## Провенанс

### Версия из собрания Дель Монте
Картина была создана около 1595 года по заказу высокопоставленного покровителя Караваджо кардинала Франческо Марии Борбоне дель Монте (1549—1627), в доме которого, Палаццо Мадама, в Риме художник прожил несколько лет. Об этом варианте «Лютниста» известно из сообщений биографов художника Бальоне (1642) и Беллори (1672, упоминается вместе с картинами Караваджо «Святая Екатерина Александрийская» и «Шулер», тоже принадлежавшими кардиналу). В 1628 году она была продана наследниками дель Монте кардиналу Антонио Барберини. Исследователи Маон (1990) и Кристиансен (1990) считают, что картина, принадлежавшая в своё время дель Монте, попала впоследствии в собрание Д. Вильденштайна, и этот вариант полностью написан самим Караваджо. В то же время Маурицио Марини называет версию из коллекции Вильденштайна репликой «Лютниста» из частного римского собрания, написанной Караваджо лишь частично.
Ранее считалось, что первую версию «Лютниста» купил у дель Монте его друг, банкир и коллекционер Винченцо Джустиниани. В 1980-е годы были найдены документальные подтверждения приобретения этой картины в 1628 году кардиналом Антонио Барберини. После обнаружения этих документов стало ясно, что художник написал две картины с одинаковым сюжетом — для дель Монте (ныне — в Метрополитен-музее) и Джустиниани (в настоящее время — в Эрмитаже).
В картину, исполненную для дель Монте, Караваджо внёс некоторые изменения. Он убрал сосуд с цветами, добавил к скрипке на столе флейту и спинет, на заднем плане появилась клетка с щеглом. Экземпляры музыкальных инструментов, изображенные на этой картине, обладали высокой ценностью, и, вероятно, они происходили из личной коллекции дель Монте.
Каталог выставки 1990 года отмечает значительные отличия в световых эффектах этой версии, утверждая, что это обстоятельство «знаменует собой значительный шаг в сторону более резко освещённых композиций, которые позднее стали характерными для стиля Караваджо». Повышение контраста между тенями и светом художник использует, например, в «Мученичестве святого Матфея». Однако критик Джейсон Кауфман считает, что версия Вильденштайна слабее эрмитажного полотна, а Дэвид Ван Эдвардс, отметив, что инструмент в руках музыканта представляет собой не типичную итальянскую лютню того времени, заключил, что картина написана не Караваджо.

### Версия из собрания Джустиниани

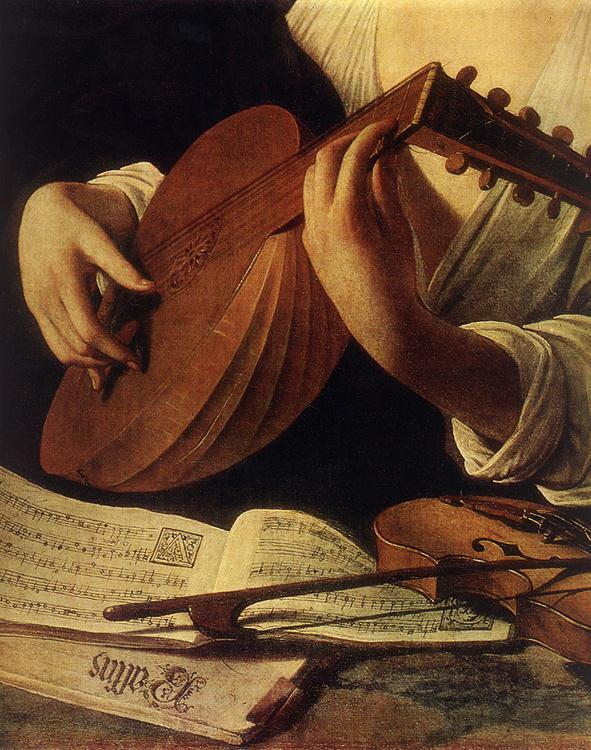
Лютнист (деталь версии из Эрмитажа)

Ни у Бальоне, ни у Беллори нет сведений о картине, принадлежавшей Джустиниани, тем не менее она упоминается в инвентаре Джустиниани, составленном в 1638 году:
«Картина над дверью — полуфигура юноши, который играет на лютне; с различными фруктами и цветами и нотными тетрадями — написана на холсте высотой 4 пяди, шириной 5 пядей … в профилированной чёрной раме с золотым орнаментом; кисти Микеланджело да Караваджо»
Первый биограф Караваджо Беллори утверждал, что на полотне изображена девушка. Возможно, Беллори был введён в заблуждение чересчур женственным видом юноши. В 1673 году картину из собрания Джустиниани описал в стихах на латыни Джованни Микеле Силос, назвав персонажа на ней «citarestae effiges». Силос в своём поэтическом произведении отмечал идею гармонии, положенную в основу картины. В 1797 году теоретик-дилетант Ф. Б. В. фон Рамдор (1757—1822) утверждал, что художник изобразил музицирующую святую Цецилию, до начала XX века в различных изданиях отмечалось, что Караваджо написал девушку. Картине присваивали названия «Садовница», «Девушка с лютней».
В 1808 году в Париже собрание Джустиниани было выставлено на продажу. Ещё до начала аукциона Александр I приобрёл эту картину для Эрмитажа через своего личного советника по искусству Василия Рудановского и при посредничестве директора Лувра Доминика Виван-Денона. Впервые картина была исследована В. Каллабом в 1906—1907 году, авторство Караваджо подтвердил Л. Вентури в 1910 году.
Существуют различные версии датировки картины:
| Автор          | Датировка картины | Год атрибуции | Примечание                                                            |
| -------------- | ----------------- | ------------- | --------------------------------------------------------------------- |
| Д. Маон        | 1594—1595         | 1951          | Подтверждение датировки «Лютниста» после открытия «Музыкантов» — 1952 |
| Ф. Баумгарт    | 1591              | 1952          |                                                                       |
| Р. Хинкс       | 1595—1596         | 1953          |                                                                       |
| Х. Вагнер      | 1590—1592         | 1958          |                                                                       |
| Э. Арслан      | до 1590           | 1959          |                                                                       |
| Р. Джулиан     | ок. 1595          | 1961          |                                                                       |
| Л. Салерно     |                   | 1966          | Публикация записи из инвентаря Джустиниани                            |
| К. Л. Фроммель | 1597              | 1971          | Картина написана ранее «Мальчика, укушенного ящерицей»                |

### Версия из Бадминтон-хаус
Картина, хранящаяся в Бадминтон-хаус, из собрания графа де Бофор (холст, масло, 96 х 121 см). Впервые она появилась на аукционе Сотбис (Нью-Йорк, 25 января, 2001 года, лот 179). Изначально покрытая толстым слоем жёлтого лака, картина во всех деталях соответствует сделанному Бальоне описанию портрета из дворца кардинала дель Монте. Согласно Бальоне, цветы покрыты каплями росы, а в графине с водой отражается окно и иные детали интерьера. Всё это, а также множество так называемых pentimenti (следов на холсте от рукоятки кисточки, оставлять которые было в привычках Караваджо), резко отличает картину из Бадминтон-хаус от полотна, хранящегося в Эрмитаже. Она также чуть больше по размеру, чем эрмитажная версия, в которой край слегка обрезает цветы слева, а завиток на грифе инструмента написан более густыми мазками. В то же время кувшин на этой версии «Лютниста» повторяет кувшин с картины «Мальчик, укушенный ящерицей». В букет же входят цветы, как из той, так и из другой картины Караваджо. С. Всеволожская создание этой версии относит к периоду после 1610 года. Предполагается, что это копия, исполненная по заказу Просперо Орси, поставщика картин дома Алтемпса, который имел права на работы художника.

## Идентификация модели
«Лютнист» — одна из ранних картин Караваджо, для которых (среди них «Игроки» и один из вариантов «Гадалки») нередко позировал его друг, художник Марио Миннити (Минити). Фроммель (1971) предположил, что Миннити послужил моделью и для «Лютниста», Чинноти согласен с ним, так как, по его мнению имеется сходство персонажа с гравюрой начала XIX века, изображающей Миннити, восходящей, вероятно, к более раннему образцу. Питер Робб, биограф художника, также считает, что Караваджо изобразил своего спутника Миннити.
Андрогинный тип внешности модели давал исследователям повод утверждать, что художник написал кастрата (Тринкьери Камиц 1988). Предполагается, что это портрет испанского кастрата Педро Монтойи из придворного хора дель Монте, который нередко приглашался для выступления в Сикстинскую капеллу.
Есть также версия, основанная на неверном прочтении имени, начертанного на второй тетради («Gallus» вместо «Bassus», (Борла, 1963)), что «Юноша с лютней» — портретное изображение Галлуса, миланского музыканта.
По мнению А. Зобора (1955), это автопортрет, пятый по счёту, исследователь помещает его в хронологическом ряду автопортретов Караваджо между более ранними «Музыкантами» и написанным позже «Мальчиком, укушенным ящерицей».

## Сюжет
На эрмитажном варианте и картине из Бадминтон-хаус на раскрытой странице партитуры легко читаются ноты басовой партии мадригала Якоба Аркадельта Voi sapete ch’io vi amo («Вы знаете, что я люблю вас»). На другой тетради начертано Gallus — имя одного из друзей Караваджо, миланского музыканта. На картине из собрания Вильденстайна (хранится в Музее Метрополитен), тетрадь раскрыта на нотах мадригалов итальянского композитора Франческо де Лайоля на слова Петрарки: Laisse le voile и Pourquoi ne vous donnez-vous pas? Яхета де Берхема. Выбор в основном музыки французских и фламандских композиторов считается символичным — Франческо дель Монте представлял при папском дворе Тосканское герцогство, союзника Франции и противника Испании.
Тона картины приглушены, переходы светотени деликатны. Единственный косой луч (позднее такой же появится в «Призвании апостола Матфея») освещает юношу. Караваджо точно передал эффект взаимного влияния освещённых предметов: на щеку лютниста падает отблеск его белой рубашки, а на тыльную сторону лютни — рефлекс от страниц нотной тетради. По словам современника и биографа Караваджо Джулио Манчини и немецкого художника Иоахима фон Зандрарта, жившего несколько позднее, мастер выбирал тёмный подвал или помещение с совершенно чёрными стенами, в которое падал одинокий световой луч, чтобы достичь совершенного изображения естественного рельефа при помощи «оказывавшего сопротивление» сумрака. Блики света на сосуде с цветами (варианты Эрмитажа и Бадминтон-хауса) отображены в точном соответствии с законами оптики. Возможно, это результат общения художника с учёными из круга дель Монте, среди которых были Галилео Галилей и Джованни делла Порта. Последний является автором работ «О рефракции», где рассматривались проблемы оптики, и «Естественная магия, или О чудесах естественных вещей», в которой приводилось описание камеры-обскуры.
Сэм Сигал обратил внимание на то, что букет в варианте Джустиниани составлен из следующих цветов: ирис, дамасская роза, жасмин, маргаритка. Все они цветут примерно в одно время — весной-ранним летом, к ним добавлены листья апельсинового дерева. Известно, что фламандские мастера цветочных натюрмортов: Ян Брейгель, Амброзиус Босхарт, ван дер Хелст создавали роскошнейшие композиции из растений, цветущих в разное время. Брейгель, например, ждал несколько месяцев, чтобы добавить очередной цветок в свой букет.  Фрукты же (инжир, слива, груша) не соответствуют весеннему сезону. Первоначально Караваджо изобразил их в корзине или миске, но позже просто разместил на столе из искусственного мрамора, который соединяет пространство зрителя и пространство картины.

## Символика
По мнению исследователей Салерно (1971) и Спеццаферро (1966) «Лютнист» — это символическое изображение любви и гармонии. В представлении Спеццаферро оно построено на согласии противоречий (лат. concordia discors) — мужчина-женщина, искусство-природа. Из цветов появляются плоды, музыкант с помощью инструмента извлекает звуки музыки, музыка пробуждает любовь. В работах этого периода любовное чувство символически передаётся через изображение плодов (как бы приглашающих зрителя насладиться их вкусом) и музыкальных инструментов (музыка здесь выступает как символ мимолётного чувственного наслаждения). Предметы, составляющие натюрморт, имеют также эротическое значение и могут быть частями «Vanitas», знаменовать собой пять чувств, отсылать к идее спасения.
Некоторые исследователи изображенные одновременно цветы и плоды склонны связывать со словами Иисуса из Евангелия от Иоанна: «Я есмь истинная виноградная лоза, а Отец мой — виноградарь. Всякую у Меня ветвь, не приносящую плода, Он отсекает и всякую, приносящую плод, очищает, чтобы более принесла плода» и с представлением Христа одновременно и цветком и плодом (Святой Амвросий, Тертуллиан). Роза,  жасмин, ирис могут отсылать к образу Девы Марии, и, в то же время: ирис символизировать явление Христа, водворяющего на земле мир (irini); роза — Страсти Христовы и кровь Христа; маргаритка — его детство; жасмин — прощение, земную любовь; лилия — чистоту.
Вероятно, появление в букете листьев дерева апельсина, есть отсылка к увлечению Винченцо Джустиниани, который устроил парк в Бассано, перепланировал парки близ своих римских дворцов и уделил внимание садово-парковому искусству в своём труде «Рассуждение об Архитектуре».

## Реставрация. Состояние картины

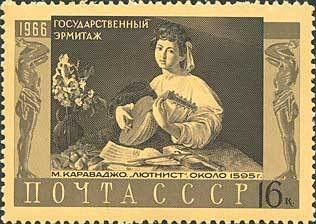
Почтовая марка СССР, 1966 год

Эрмитажное полотно частью покрыто лаком, который со временем пожелтел. Определяются мельчайшие частицы песка, что обыкновенно для произведений живописи, относящихся к той эпохе. По границе красочного слоя наблюдаются следы загибов, возможно, появившихся при дублировании холста, которое производилось в XIX веке. Ясно видны засечки на грунте, вероятно, это следы ручки кисти, нанесённые Караваджо.

## Комментарии
1. ↑  Известно, что Караваджо владел складной моделью камеры-обскуры, изготовленной из кипариса по его рисунку краснодеревщиком с римской улицы Маргутта. См. Camilleri A. Il colore del sole. Milano, 2007.